# Delias euphemia
Delias eufémia é uma borboleta da família Pieridae. Foi descrita por Henley Grose-Smith em 1894. Encontra-se no reino Australasiano, onde é endémica a Biak.

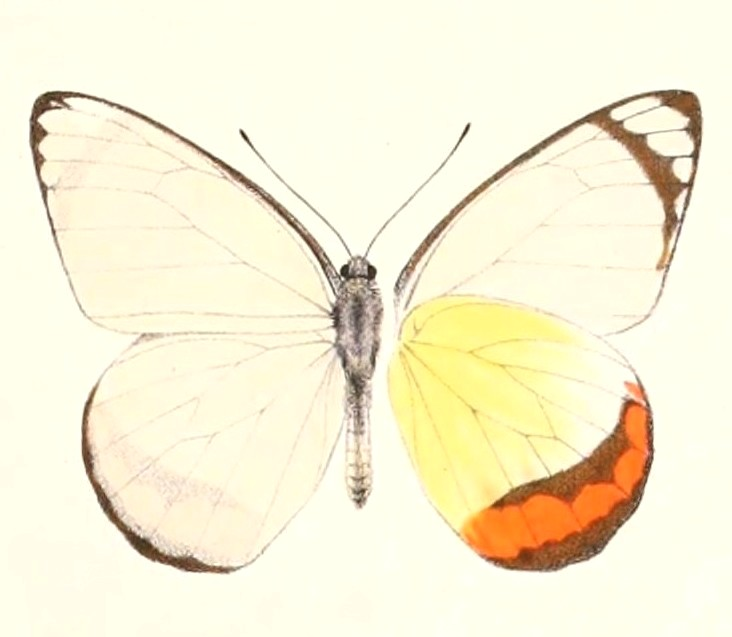
Delias euphemia macho.

A envergadura é de cerca de 55 a 65 milímetros.